# Ferrari (Bebe Rexha)
Ferrari è un brano musicale della cantautrice statunitense Bebe Rexha, pubblicato il 13 aprile 2018 come primo singolo promozionale estratto dall'album in studio di debutto della musicista, intitolato Expectations, insieme ad un'altra canzone realizzata in collaborazione con Quavo, membro del trio hip-hop Migos, 2 Souls on Fire.
La traccia è stata distribuita come una "instant gratification track", ovvero un brano inedito che viene regalato gratuitamente a coloro che effettuano il pre-ordine del suo album di appartenenza, in questo caso Expectations.
Si tratta inoltre non solo della traccia di apertura del suddetto lavoro discografico della cantante, ma anche del primo brano da lei pubblicato in seguito all'uscita di uno dei suoi più grandi successi, il singolo Meant to Be del 2017.

## Composizione e pubblicazione
Ferrari è un brano pop dalla durata di tre minuti e trentadue secondi che vanta una produzione ispirata dal cosiddetto "stadium rock" o "arena rock" scritto interamente in lingua inglese dalla Rexha stessa, Asia Whiteacre e infine Jason Evigan, il quale si è anche occupato della produzione del pezzo, con l'aiuto di un produttore vocale aggiuntivo, Gian Stone. Ha una frequenza di 76.54 battiti per minuto ed è scritta in chiave di sol#. Il titolo del brano è un riferimento all'omonima casa automobilistica italiana fondata da Enzo Ferrari nel 1947.
La canzone è stata scritta e registrata nel corso del 2017 ed era inizialmente previsto che facesse parte del capitolo conclusivo di un'incompleta trilogia di extended play di Rexha, All Your Fault, della quale sono stati pubblicati soltanto i primi due EP, All Your Fault: Pt. 1 e All Your Fault: Pt. 2.
Attraverso il testo del singolo, Rexha ricorda all'ascoltatore quanto velocemente le nostre vite possano andare e tutto ciò che ci perdiamo quando cerchiamo eccessivamente di vivere al massimo e senza freni inibitori non rendendocene nemmeno conto, paragonandosi per l'appunto ad una Ferrari. Nel ritornello della canzone viene citato Mulholland Drive, il che rappresenta un riferimento a non una ma due cose: La vera Mulholland Drive, situata in California, una delle strade più trafficate e panoramiche degli Stati Uniti, poiché  Bebe spiega come, sebbene la sua vita sia sontuosa e bella, ci sia ancora molto da cercare sulla sua strada, e il misterioso film del 2001 diretto da David Lynch Mulholland Drive, che utilizza una serie di "vignette" (brevi scene impressioniste che si concentrano su un momento o un personaggio). Queste "vignette" costituiscono una metafora della vita hollywoodiana che Bebe sta descrivendo; colorata ma momentanea, e lei vuole solo rallentare in modo che possa vivere la propria vita di più.
Rexha ha permesso ai propri fan di ascoltare il brano per la prima volta tramite un video in diretta streaming su Instagram l'8 luglio 2017, lasciando intendere che fosse una nuova canzone di All Your Fault: Pt 2. Successivamente, la musicista ha annunciato per mezzo di un tweet che non avrebbe potuto aggiungere il brano all'EP poiché l'avrebbe in tal modo reso un album e nel corso di settembre ha confermato che Ferrari sarebbe stato incluso in All Your Fault: Pt. 3, tuttavia sembra che i piani siano stati stravolti, poiché Rexha ha rivelato che il suo progetto successivo si sarebbe chiamato Expectations tramite un post su Twitter nel novembre 2017. La data di pubblicazione di Ferrari e 2 Souls on Fire in conclusione è stata annunciata il 12 aprile con un post su Instagram.

## Video musicale
Il 13 aprile 2018 (il 12 secondo il fuso orario italiano) sul canale YouTube ufficiale di Bebe Rexha è stato caricato il lyric video del brano.
Il giorno seguente è stato invece pubblicato inizialmente come esclusiva di Spotify il video verticale di Ferrari, poi caricato anche su YouTube due settimane dopo, il 27 aprile, un videoclip musicale che vede Rexha cantare sulle note del pezzo, accompagnata da una vera e propria Ferrari e circondata da quattro ballerine di fronte a una splendida vista notturna di Los Angeles, città in California, negli Stati Uniti. La scena si apre con la notte che sorge sulla città, lontana, che si confonde presto poiché la telecamera si dedica a concentrare la propria attenzione sulla musicista, la quale indossa la sua tipica t-shirt bianca, sotto una giacca di pelle rossa, che potrebbe essere un riferimento ad uno dei precedenti singoli della cantante, The Way I Are (Dance with Somebody), per cui è stato registrato un video in cui Rexha ha lo stesso outfit.

## Esibizioni dal vivo
Bebe Rexha ha eseguito Ferrari dal vivo per la prima volta il 9 maggio 2018 in una versione acustica, con l'accompagnamento di un chitarrista, durante un evento organizzato dalla radio LOS40 e aperto soltanto ad un numero limitato di ascoltatori che ha avuto luogo sulla terrazza dell'Hotel Hyatt Centric Gran Vía, nella capitale spagnola, Madrid. L'11 maggio Bebe ha effettuato una performance live acustica di Ferrari sullo stage all'interno del The Qube della stazione radiofonica Qmusic, ad Amsterdam, nei Paesi Bassi e ha cantato anche le sue hit I Got You, Me, Myself and I, Hey Mama In the Name of Love e Meant to Be. La cantante ha inserito Ferrari anche nella setlist del suo concerto al Terminal 5 di New York del 14 giugno, in cui ha inoltre eseguito tre nuovi brani inediti di Expectations: Pillow, Shining Star e Knees. In seguito, il 22 giugno, per promuovere la pubblicazione del singolo I'm a Mess e dell'album di debutto, la Rexha si è esibita con il brano sul palco dell'annuale Summer Concert Series di Good Morning America, programma televisivo statunitense mattutino, che va in onda nella rete televisiva ABC, tenutosi a Rumsey Playfield, nel Central Park di New York.

## Classifiche
| Classifica (2018) | Posizione massima |
| ----------------- | ----------------- |
| Svezia            | 110               |